# سعيدة (اسم)
سعيدة وهم اسم علم شخصي مؤنث اسم سعيد ومعناه الفرحة، يعتبر اسم شائع عند العرب وعند المسلمين أيضاً.

## الشخصيات
- سعيدة وارسي سياسية ومحامية بريطانية.
- سعيدة الظاهري لاعبة جودو تونسية.
- سعيدة جلال ممثلة وراقصة مصرية.
- سعيدة عباد ناشطة نسوية مغربية.
- سعيدة فكري مغنية مغربية.